# Howard Bilerman
Howard Bilerman är en kanadensisk musiker. Han var tidigare med i indierockbandet Arcade Fire, och spelade trummor på deras debutalbum Funeral.